# Hansel & Raúl
Hansel & Raúl más conocido como Charanga 76 es un dúo musical de salsa y son originario de Cuba en 1976.

## Historia
Hansel Enrique Martínez y Raúl Alfonso nacieron en Cuba. Su carrera musical profesional se inició en 1976 en Nueva York con la famosa Charanga '76 como vocalistas y cofundadores de la banda. Su música se basa en una versión sofisticada de la música de baile tropical que hace hincapié en cuerda y de viento en lugar de bronce. Charanga '76 hizo su marca. Hicieron su flauta y el violín, la música alternativa.
En 1987 se recibieron tres nominaciones por 
de los Premios Grammy Latino por las categorías de  Mejor Álbum Tropical, Mejor Canción Tropical "Maria Teresa y Danilo", y Mejor Grupo Tropical. Ganaron a la mejor canción. En 1988, Hansel & Raul grabó su último álbum juntos, incluido el exitazo canción "Ella". En la vida las cosas buenas a veces tienen que llegar a su fin, aunque a veces es sólo temporalmente.
En 1998, decidieron reunirse para un álbum de estudio seguido por una gira mundial.
En noviembre de 1996, Hansel & Raul lanzó su muy esperado álbum "Celebrando",
El primer sencillo "Bailala Pegaita" se convirtió en un éxito mundial, seguido de "Las Llaves De Tu Apartamento" y "San Antonio", su gira mundial los llevó a 36 ciudades en 22 países y los colocó entre los artistas de salsa de élite de una generación.
En 2003 se registraron 100% Cubano, un álbum Charanga tradicional clásico con raíces cubanas. En 2008 grabó un álbum en vivo en la Universidad de Miami.